# バーナード嬢曰く。
『バーナード嬢曰く。』（バーナードじょういわく）は、施川ユウキによる日本の漫画作品。デジタルコミック誌『電撃コミック ジャパン』（アスキー・メディアワークス、毎月25日配信）2012年2月号（2011年12月22日配信）から2013年2月号（2012年12月25日配信）まで連載していた。その後、「コミックス発売記念特別読切」と称して『月刊ComicREX』（一迅社）2013年5月号に掲載され、2014年1月号から連載が再開された。略称は『ド嬢』。
学校の図書室の常連だが本を読まずに読んだ気になって語りたいグータラ読書家町田さわ子が、読書が好きな遠藤や神林しおり、図書委員の長谷川スミカたちと古今東西あらゆる名著や名作家、読書スタイルや「読書家あるある」について語る「名著礼賛ギャグ」。初期は「名言」が題材だったが、途中からテーマが書籍や読書に関することに変化している。作中は季節は巡るが進級などはしない、いわゆるサザエさん時空になっている。
2014年に第18回手塚治虫文化賞短編賞を受賞。2016年10月から短編アニメとしてテレビ放送。これを記念して『S-Fマガジン』（早川書房）2016年12月号に特別編が掲載された。2023年12月時点で累計部数は50万部を突破している。

## 登場人物
町田 さわ子（まちだ さわこ）
声 - 喜多村英梨
主人公の女子。学校の図書室の常連。ろくに本を読まないにもかかわらず、「人から読書家と思われたい」という欲求だけがやたらに強く、珍妙な「読書家ぶり方」を考え出しては遠藤や神林に呆れられる。初期には「字ばっかの本つまんねー」と吐露するなど、読書自体に関心がない様子だったが、神林達との付き合いが深まってからは彼女達の薦める本を次々に読むようになり、相応の読書家になっている。それに伴って作品自体も、さわ子の「読書家ごっこ」の滑稽さより、読書をめぐる彼女の突飛で天衣無縫なセンスの可笑しさを描くように、笑いの内容が移り変わっていった。バーナード・ショーにひっかけて自分のことを「バーナード嬢」と呼ぶように提案したことがあり、本作のタイトルはそれに由来する（が、遠藤の知る限り実際にそのあだ名で呼ばれたことはないらしい）。初期の愛読書は『使ってみたい世界の名言集』。髪型のモデルは涼宮ハルヒシリーズの長門有希 。
遠藤（えんどう）
声 - 市来光弘
図書室に通う男子。さわ子と違って本当の読書家だが、ややシニカルで考え詰める性格で、ひと昔前に流行した本を古本で読むのが好きという風変わりな読書スタイルを持つ。さわ子が提案した「バーナード嬢」というあだ名を略して「ド嬢」と呼んでいるが、それは作品初期の「語り」の中だけで、実際にさわ子をそう呼んだことは無い。よくさわ子に絡むため、スミカからはさわ子のストーカーだと思われている。初期にはさわ子の観察者として物語の語り手に近い位置にいたが、中盤以降は登場しない回も増えてくる。
神林 しおり（かんばやし しおり）
声 - 小松未可子
図書室に通う読書家の女子。SFマニア。SFについて語り始めると止まらなくなったり、同じ作品でも翻訳や装幀が変わると買い直したりなど、典型的なマニアタイプの本好き。そのため、さわ子の不真面目な読書スタイルに本気で激昂することもあるが、おススメの本を貸すなど基本的には読書仲間の友人である。中盤以降は遠藤よりも彼女の方がクローズアップされ、不器用な神林と天衣無縫なさわ子の心の交流が話の主軸の一つになっていく。
長谷川 スミカ（はせがわ スミカ）
声 - 洲崎綾
図書委員の女子。遠藤に恋心を抱いている。小学生のころからの約10年間シャーロキアンを続けており、シャーロック・ホームズシリーズについて語ると熱くなる。

## 作中で紹介されている主な作品・人物
- グレッグ・イーガン - しおりが好きなSF作家。著作には難解な論文のようなくだりが多いが、みんな結構よく分からないまま読んでる、などと語られる[11]。
- フィリップ・K・ディック - しおりが度々名を挙げるSF作家。
- ロバート・A・ハインライン - しおりが度々名を挙げるSF作家。
- 村上春樹 - 単行本2巻の表紙に使用されている。
- 『1984年』（ジョージ・オーウェル著） - しおりがベスト1に挙げるSF小説[12]。
- 『ハローサマー、グッバイ』（マイクル・コニイ著） - 原作5話でしおりがさわ子にすすめるが、長い間続編の翻訳版が出ていないと書かれた。その後続編『パラークシの記憶』が出版されたことが反映され、13話でそのことをしおりが紹介する。
- 『エンダーのゲーム』 - 原作5話でしおりがさわ子に貸すが、翻訳がイマイチと語られる。その後映画化されたことで新訳版が出版され、13話でそのことをしおりが紹介する。
- 『KAGEROU』（水嶋ヒロ著） - 複数話登場。原作25話でしおりが熱く語るが、作者はしおりのセリフと同じような内容の水嶋ヒロに対する思い入れを、同話の後書きに書いている。
- 「シャーロック・ホームズシリーズ」（アーサー・コナン・ドイル著） - スミカが好きなシリーズ。一番のオススメは、という問いに「河出書房新社版の『シャーロックホームズ全集』」と答えた[13]。
- 『氷の海のガレオン』（木地雅映子著） - スミカが自分に一番影響を与えたと語るファンタジー小説[14]。
- 宮沢賢治 - 作品が難解で絵も浮かばないが、雰囲気だけで好きといってもファンを名乗れそう、などと語られる[15]。
- 『さまぁ〜ずの悲しいダジャレ』 （三村マサカズ、大竹一樹著） - さわ子曰く、人にススメたい最高に読みやすくて最高に面白い本[16]。
- 『シンドローム』（佐藤哲也著） - しおりが遠藤に貸したことがきっかけで回し読みされることになるSF小説。各々が絶賛した[17]。
- 『火の鳥』（手塚治虫著） - さわ子が、読んだキッカケを聞かれた時「学校の図書室にあったから…」と答えるべき二大マンガの一つと語る。もう一つは『はだしのゲン』。なに編から読むかで各々が意見を出し合った[18]。
- 『羆嵐』（吉村昭著） - さわ子が徹夜で読み、ハイテンションで感想を含むあらすじをまくしたてた小説[19]。
- 安部公房 - 遠藤が一番好きな作家[20]。
- 「三毛猫ホームズシリーズ」（赤川次郎著） - ライトすぎて内容を忘れがちだと語られる推理小説シリーズ[21]。
- 『カササギ殺人事件』（アンソニー・ホロヴィッツ著） - スミカが遠藤に貸したことがきっかけで回し読みされることになる推理小説。各々が絶賛した[22]。
- 『ダレン・シャン』（ダレン・シャン著） - 遠藤、しおり、スミカが小学生当時、入手困難だった「ハリー・ポッター」の代わりに読んでいたファンタジー小説。しおりとスミカは口を揃えて「映画なんてない」と語った[23]。
- 『三体』（劉慈欣著） - しおりがあまりに面白すぎて、逆に手が進まないと語るSF小説[24]。
- 『クロックワーク・ロケット』『エターナル・フレイム』『アロウズ・オブ・タイム』（グレッグ・イーガン著） - しおりがハードすぎてついていけなくなった、とほぼ未読のまま積ん読している三部作のSF小説[25]。
- 『本好きの下剋上』（香月美夜著） - さわ子が「想像どおりの内容だったのにめちゃくちゃ面白い」と驚愕したファンタジー小説[26]。
- 『コズミック』（清涼院流水著） - しおりが読了後に壁に叩きつけたと語る推理小説[27]。
- 『名探偵コナン』（青山剛昌著、原作） - スミカがめちゃくちゃ好きだと語る推理漫画と映像作品。作品談話するときの理想の盛り上がり方の台本が書けるほどこじらせている[28]。
- 『フランケンシュタイン』（メアリー・シェリー著） - しおりがフランケンシュタインを博士ではなく怪物の名前だと勘違いしがち、と指摘しがちで、そのトリビアを知っただけで満足して小説そのものを読まない、という持論を展開した[29]。
- 『悪童日記』（アゴタ・クリストフ著） - スミカが完璧な終わり方だと感想を述べた小説。遠藤と続編の是非が語られた[30]。

## 用語
知ったことか読書
何の対策もせずに紙の本を風呂場に持ち込み、本が濡れても破れても知ったことかと割り切って行われる入浴読書。
オドロキオドラデク
びっくりした時に使う知的なギャグ。単行本6巻のそでで「既出のフレーズかどうかググってみたら0件だった」と語られている。

### 1巻
- 表紙 
  - 『カラマーゾフの兄弟』上・中・下巻(ドストエフスキー 原卓也:訳/新潮文庫/1978年刊)
- 2冊目 
  - 『アンドロイドは電気羊の夢を見るか?』(フィリップ・K・ディック 浅倉久志:訳/ハヤカワ文庫/1977年刊)
  - 『流れよわが涙、と警官は言った』(フィリップ・K・ディック 友枝康子:訳/ハヤカワ文庫/1989年刊)
  - 『たったひとつの冴えたやり方』(ジェイムズ・ティプトリー・ジュニア 浅倉久志:訳/ハヤカワ文庫/1987年刊)
  - 『愛はさだめ、さだめは死』(ジェイムズ・ティプトリー・ジュニア 浅倉久志:訳/ハヤカワ文庫/1987年刊)
  - 『10月はたそがれの国』(レイ・ブラッドベリ 宇野利泰:訳/創元SF文庫/1965年刊)
  - 『くらやみの速さはどれくらい』(エリザベス・ムーン 小尾芙佐:訳/早川書房/2004年刊)
  - 『世界の中心で愛を叫んだけもの』(ハーラン・エリスン 浅倉久志・伊藤典夫:訳/ハヤカワ文庫/1979年刊)
  - 『あるいは牡蛎でいっぱいの海』(『ヒューゴー賞傑作集No.1』収録/アヴラム・デイヴィッドスン 常盤新平:訳/早川書房/1974年刊)
  - 『あるいは酒でいっぱいの海』(筒井康隆/集英社文庫/1979年刊)
  - 『死ね、名演奏家、死ね』(『一角獣・多角獣』収録/シオドア・スタージョン 小笠原豊樹:訳/早川書房/2005年刊)
  - 『海底二万里』(ジュール・ヴェルヌ 荒川浩充:訳/創元SF文庫/1977年刊)
  - 『天の光はすべて星』(フレドリック・ブラウン 田中融二:訳/ハヤカワ文庫/1982年刊)
  - 『桜の園』(チェーホフ 小野理子:訳/岩波文庫/1998年刊)
  - 『失楽園』上・下巻(ジョン・ミルトン 平井正穂:訳/岩波文庫/1981年刊)
  - 『スターメイカー』(オラフ・ステープルドン 浜口 稔:訳/国書刊行会/1990年刊)
  - 『幼年期の終わり』(アーサー・C・クラーク 福島正実:訳/ハヤカワ文庫/1964年刊)
  - 『あなたの人生の物語』(テッド・チャン 浅倉久志:他訳/ハヤカワ文庫/2003年刊)
- 3冊目 
  - 『読書について』(ショウペンハウエル 斎藤忍随:訳/岩波文庫/1983年刊)
  - 『真夜中は別の顔』上・下巻(シドニィ・シェルダン 天馬龍行・紀泰隆:訳/アカデミー出版/1992年刊)
  - 『罪と罰』上・下巻(ドストエフスキー 工藤精一郎:訳/新潮文庫/1987年刊)
- 4冊目 
  - 『悪の華』(ボードレール 安藤元雄:訳/集英社文庫/1991年刊)
  - 『パリの憂鬱』(ボードレール 福永武彦:訳/岩波文庫/1966年刊)
  - 『恋空』上・下巻(美嘉/スターツ出版/2006年刊)
  - 『スローターハウス5』(カート・ヴォネガット 伊藤典夫:訳/ハヤカワ文庫/1978年刊)
  - 『百年の孤独』(ガブリエル・ガルシア=マルケス 鼓直:訳/新潮社/1967年刊)
- 5冊目 
  - 『ハローサマー、グッドバイ』(マイクル・コーニイ 山岸真:訳/河出文庫/2008年刊)
  - 『地球最後の男』(リチャード・マシスン 田中小実昌:訳/ハヤカワ文庫/1977年刊)
  - 『エンダーのゲーム』(オースン・スコット・カード 野口幸夫:訳/ハヤカワ文庫/1987年刊)
  - 『周ロック・ホームズ―雨の軽井沢殺人事件』(志茂田景樹/湘南ノベルス/1996年刊)
- 6冊目 
  - 『プランク・ダイヴ』(グレッグ・イーガン 山岸真:訳/ハヤカワ文庫/2011年刊)
  - 『ディアスポラ』(グレッグ・イーガン 山岸真:訳/ハヤカワ文庫/2005年刊)
  - 『変身』(フランツ・カフカ 高橋義孝:訳/新潮文庫/1952年刊)
- 7冊目 
  - 『銃・病原菌・鉄』上・下巻(ジャレド・ダイアモンド 倉骨彰:訳/草思社文庫/2012年刊)
  - 『世界史』上・中・下巻(ウイリアム・H・マクニール 増田義郎・佐々木昭夫:訳/中公文庫/2008年刊)
  - 『緋色の研究』(コナン・ドイル 延原謙:訳/新潮文庫/1953年刊)
  - 『リアル鬼ごっこ』(山田悠介/文芸社/2001年刊)
  - 『カフカの生涯』(池内紀/白水社/2010年刊)
  - 『星を継ぐもの』(ジェイムズ・P・ホーガン 池央耿:訳/創元SF文庫/1980年刊)
- 8冊目 
  - 『フェルマーの最終定理』(サイモン・シン 青木薫:訳/新潮文庫/2006年刊)
  - 『夏への扉』(ロバート・A・ハインライン 福島正実:訳/ハヤカワ文庫/2010年刊)
  - 『異星の客』(ロバート・A・ハインライン 井上一夫:訳/創元SF文庫/1969年刊)
  - 『月は無慈悲な夜の女王』(ロバート・A・ハインライン 矢野徹:訳/ハヤカワ文庫/1976年刊)
  - 『さおだけ屋はなぜ潰れないのか? 身近な疑問からはじめる会計学』(山田真哉/光文社新書/2005年刊)
  - 『チーズはどこへ消えた?』(スペンサー ジョンソン 門田美鈴:訳/扶桑社/2000年刊)
  - 『ユービック』(フィリップ・K・ディック 浅倉久志:訳/ハヤカワ文庫/1978年刊)
  - 『ビブリア古書堂の事件手帖』(三上延/メディアワークス文庫/2011年刊)
- 9冊目 
  - 『舟を編む』(三浦しをん/光文社/2011年刊)
  - 『トータル・リコール』(フィリップ・K・ディック 大森望:編/ハヤカワ文庫/2012年刊)
  - 『KAGEROU』(齋藤智裕/ポプラ社/2010年刊)
- 10冊目 
  - 『人間失格』(太宰治/新潮文庫/2006年刊)
  - 『神という機械への夢 -サンリオSF文庫カバーアート集』(サンリオ/1982年刊)
- 11冊目 
  - 『それから』(夏目漱石/新潮文庫/1948年刊)
  - 『潮騒』(三島由紀夫/新潮文庫/1955年刊)
  - 『こころ』(夏目漱石/新潮文庫/1952年刊)
  - 『沈黙』(遠藤周作/新潮文庫/1981年刊)
  - 『雪国』(川端康成/新潮文庫/1947年刊)
  - 『ぐりとぐら』(中川李枝子:文 大村百合子:絵/福音館書店/1967年刊)
  - 『はらぺこあおむし』(エリック・カール:作・絵もりひさし:訳/偕成社/1967年刊)
  - 『百万回生きたねこ』(佐野洋子/講談社/1977年刊)
  - 『三びきのやぎのがらがらどん』(マーシャ・ブラウン:絵 瀬田貞二:訳/福音館書店/1965年刊)
  - 『合成怪物』(レイモンド・F・ジョーンズ 半田俊一:訳 三輪しげる:絵/岩崎書店/1976年刊)
  - 『合成怪物の逆しゅう』(レイモンド・F・ジョーンズ 半田俊一:訳 山田卓司:絵/岩崎書店/2004年刊)
  - 『合成脳のはんらん』(レイモンド・F・ジョーンズ 半田俊一:訳 三輪しげる:絵/岩崎書店/1967年刊)
- 12冊目 
  - 『一九八四年』(ジョージ・オーウェル/ハヤカワep文庫/2009年刊)
  - 『氷の海のガレオン/オルタ』(木地雅映子/ポプラ文庫ピュアフル/2010年刊)
  - 『1Q84』BOOK 1(村上春樹/新潮社/2009年刊)

### 2巻
- 表紙 
  - 『1Q84』BOOK 1(村上春樹/新潮社/2009年刊)
  - 『ドグラ・マグラ』上巻(夢野久作/角川文庫/1976年刊)
- 13冊目 
  - 『白鯨』上・中・下巻(ハーマン・メルヴィル 八木敏雄:訳/岩波文庫/2004年刊)
  - 『老人と海』(ヘミングウェイ 福田恆存:訳/新潮文庫/2003年刊)
  - 『エンダーのゲーム〔新訳版〕』上・下巻(オースン・スコット・カード 田中一江:訳/ハヤカワ文庫/2013年刊)
  - 『パラークシの記憶』(マイクル・コーニイ 山岸真:訳/河出文庫/2013年刊)
  - 『Bloodline』(フェリックス・フランシス/Penguin/2013年刊)
  - 『ダ・ヴィンチ・コード』上・下巻(ダン・ブラウン 越前敏弥:訳/角川書店/2004年刊)
  - 『サラダ記念日』(俵万智/河出文庫/1989年刊)
- 14冊目 
  - 『1Q84』BOOK 1(村上春樹/新潮社/2009年刊)
  - 『世界の終りとハードボイルド・ワンダーランド』上巻(村上春樹/新潮文庫/1988年刊)
  - 『ノルウェイの森』上巻(村上春樹/講談社文庫/1991年刊)
  - 『海辺のカフカ』上巻(村上春樹/新潮文庫/2005年)
  - 『グレート・ギャツビー』(スコット・フィッツジェラルド 村上春樹:訳/中央公論新社/2006年刊)
  - 『キャッチャー・イン・ザ・ライ』(J.D.サリンジャー 村上春樹:訳/白水社/2006年刊)
  - 『ロング・グッドバイ』(レイモンド・チャンドラー 村上春樹:訳/ハヤカワ文庫/2010年刊)
  - 『ティファニーで朝食を』(トルーマン・カポーティ 村上春樹:訳/新潮文庫/2008年刊)
  - 『一杯のかけそば』(栗良平/角川文庫/1992年刊)
  - 『ハイペリオン』(ダン・シモンズ 酒井昭伸:訳/早川書房/1994年刊)
  - 『あなたの人生の物語』(テッド・チャン 浅倉久志・公手成幸・嶋田洋一・古沢嘉通:訳/ハヤカワ文庫/2003年刊)
  - 『ブラインドサイト』上巻(ピーター・ワッツ 嶋田洋一:訳/創元SF文庫/2013年刊)。
  - 『SFが読みたい! 2014年版』(SFマガジン編集部/早川書房/2014年刊)
  - 『11/22/63』上巻(スティーヴン・キング 白石朗:訳/文藝春秋/2013年刊)
  - 『2』(野﨑まど/メディアワークス文庫/2012年刊)
- 15冊目 
  - 『色彩を持たない多崎つくると、彼の巡礼の年』(村上春樹/文藝春秋/2013年刊)
  - 『春と修羅』(宮沢賢治/青空文庫)
  - 『春と修羅 第二集』(宮沢賢治/青空文庫)
  - 『雨ニモマケズ』(宮沢賢治/青空文庫)
- 16冊目 
  - 『きまぐれロボット』(星新一/角川文庫/1981年刊)
- 17冊目 
  - 『新装版 虚無への供物』(中井英夫/講談社文庫/2004年刊)
  - 『黒死館殺人事件』(小栗虫太郎/河出文庫/2008年刊)
  - 『ドグラ・マグラ』上・下巻(夢野久作/角川文庫/1976年刊)
  - 『シャーロック・ホームズの宇宙戦争』(マンリー・W・ウェルマン&ウェイド・ウェルマン 深町眞理子:訳/創元SF文庫/1980年刊)
- 18冊目 
  - 『少女地獄』(夢野久作/角川文庫/1976年刊)
  - 『黙示録3174年』(ウォルター・M・ミラー・ジュニア 吉田誠一:訳/創元SF文庫/1971年刊)
  - 『銀河ヒッチハイク・ガイド』(ダグラス・アダムス 安原和見:訳/河出文庫/2005年刊)
  - 『松岡正剛千夜千冊』(松岡正剛/求龍堂/2006年刊)
  - 『星の王子さま』(サン=テグジュペリ 内藤濯:訳/岩波少年文庫/2000年刊)
  - 『ちいさな王子』(サン=テグジュペリ 野崎歓:訳/光文社古典新訳文庫/2006年刊)
- 19冊目 
  - 『シャーロック・ホームズの事件簿―シャーロック・ホームズ全集(9)』(アーサー・コナン・ドイル 小林司・東山あかね・高田寛:訳/河出書房新社/2002年刊)
  - 『緋色の研究―シャーロック・ホームズ』(アーサー・コナン・ドイル 各務三郎:訳/偕成社文庫/1998年刊)
  - 『詳注版シャーロック・ホームズ全集(1)』(アーサー・コナン・ドイル 小池滋:訳/ちくま文庫/1997年刊)
- 20冊目 
  - 『オシムの言葉』(木村元彦/集英社文庫/2008年刊)
  - 『屍者の帝国』(伊藤計劃・円城塔/河出書房新社/2012年刊)
- 21冊目 
  - 『深夜特急1 香港・マカオ』(沢木耕太郎/新潮文庫/1994年刊)
  - 『失われた時を求めて1 スワン家のほうへ』(マルセル・プルースト 井上究一郎:訳/ちくま文庫/1992年刊)
  - 『さまぁ〜ずの悲しいダジャレ』(さまぁ〜ず/宝島社/2003年刊)
- 22冊目 
  - 『華氏451度』(レイ・ブラッドベリ 宇野利泰:訳/ハヤカワ文庫/2008年刊)
  - 『華氏451度〔新訳版〕』(レイ・ブラッドベリ 伊藤典夫:訳/ハヤカワ文庫/2014年刊)
  - 『ユービック』(フィリップ・K・ディック 浅倉久志:訳/ハヤカワ文庫/1978年刊)
  - 『WORLD WAR Z 上』(マックス・ブルックス 浜野アキオ:訳/文春文庫/2013年刊)
  - 『高い城の男』(フィリップ・K・ディック 浅倉久志:訳/ハヤカワ文庫/1984年刊)
  - 『屍者の帝国』(伊藤計劃・円城塔/河出書房新社/2012年刊)
  - 『ヴァリス〔新訳版〕』(フィリップ・K・ディック 山形浩生:訳/ハヤカワ文庫/2014年刊)
  - 『虐殺器官』(伊藤計劃/ハヤカワ文庫/2010年刊)
  - 『流れよわが涙、と警官は言った』(フィリップ・K・ディック 友枝康子:訳/ハヤカワ文庫/1989年刊)
  - 『2』(野崎まど/メディアワークス文庫/2012年刊)
  - 『WATCHMEN ウォッチメン』(アラン・ムーア:作 デイブ・ギボンズ:画 石川裕人、秋友克也、沖恭一郎、海法 紀光:訳/小学館集英社プロダクション/2009年刊)
  - 『ノーストリリア』(コードウェイナー・スミス 浅倉久志:訳/ハヤカワ文庫/2009年刊)
  - 『月は無慈悲な夜の女王』(ロバート・A・ハインライン 矢野徹:訳/ハヤカワ文庫/2010年刊)
  - 『一九八四年 新訳版』(ジョージ・オーウェル 高橋和久:訳/ハヤカワ文庫/2009年刊)
  - 『オルタード・カーボン』(リチャード・モーガン 田口俊樹:訳/アスペクト/2005年刊)
  - 『冷血』(トルーマン・カポーティ 佐々田雅子:訳/新潮文庫/2006年刊)
  - 『69 sixty nine』(村上龍/文春文庫/2007年刊)
  - 『伝奇集』(J・L・ボルヘス 鼓直:訳/岩波文庫/1993年刊)
  - 『容疑者Xの献身』(東野圭吾/文春文庫/2008年刊)
  - 『モルグ街の殺人事件』(エドガー・アラン・ポー 佐々木直次郎:訳/新潮文庫/1951年刊)
  - 『アクロイド殺し』(アガサ・クリスティー 羽田詩津子:訳 ハヤカワ文庫/2003年刊)
  - 『ラヴクラフト全集11』(H・P・ラヴクラフト 大西伊明:訳/創元推理文庫/1974年刊)
  - 『真昼の暗黒』(アーサー・ケストラー 中島賢二:訳/岩波文庫/2009年刊)
  - 『ムーン・パレス』(ポール・オースター 柴田元幸:訳/新潮文庫/1997年刊)
  - 『第四解剖室』(スティーヴン・キング 白石朗:訳/新潮文庫/2004年刊)
  - 『ザ・ロード』(コーマック・マッカーシー 黒原敏行:訳/ハヤカワ文庫/2010年刊)
- 23冊目 
  - 『嫌われる勇気 自己啓発の源流「アドラー」の教え』(岸見一郎・古賀史健/ダイヤモンド社/2013年刊)
  - 『異邦人』(カミュ 窪田啓作:訳/新潮文庫/1963年刊)
  - 『怪人二十面相』(江戸川乱歩/ポプラ文庫/2008年刊)
  - 『孤島の鬼』(江戸川乱歩/春陽文庫/1987年刊)
- 24冊目 
  - 『ペスト』(カミュ 宮崎嶺雄:訳/新潮文庫/1969年刊)
  - 『ポー詩集』(エドガー・アラン・ポー 阿部保:訳/新潮文庫/1956年刊)
  - 『はつ恋』(ツルゲーネフ 神西清:訳/新潮文庫/1952年刊)
  - 『ジーキル博士とハイド氏』(スティーヴンスン 海保貞夫:訳/岩波文庫/1994年刊)
  - 『異邦人』(カミュ 窪田啓作:訳/新潮文庫/1963年刊)
  - 『二十日鼠と人間』(ジョン・スタインベック 大浦暁生:訳/新潮文庫/1994年刊)
  - 『老人と海』(ヘミングウェイ 福田恆存:訳/新潮文庫/2003年刊)
  - 『春琴抄』(谷崎潤一郎/新潮文庫/1951年刊)
  - 『サロメ』(ワイルド 福田恆存:訳/岩波文庫/2000年刊)
- 25冊目 
  - 『ハイ-ライズ』(J・G・バラード 村上博基:訳/ハヤカワ文庫/1980年刊)
  - 『ファイト・クラブ』(チャック・パラニューク 池田真紀子:訳/ハヤカワ文庫/1999年刊)
  - 『ファイト・クラブ〔新版〕』(チャック・パラニューク 池田真紀子:訳/ハヤカワ文庫/2015年刊)
  - 『周ロック・ホームズ―雨の軽井沢殺人事件』(志茂田景樹/湘南ノベルス/1996年刊)
  - 『KAGEROU』(齋藤智裕/ポプラ社/2010年刊)
- 26冊目 
  - 『カッシアの物語』(アリー・コンディ 高橋啓:訳/プレジデント社/2011年刊)
- 27冊目
  - 『文學界』2月号(文藝春秋/2015年刊)
  - 『火刑法廷』(ジョン・ディクスン・カー 小倉多加志:訳/ハヤカワ文庫/1976年刊)
  - 『皇帝のかぎ煙草入れ』(ジョン・ディクスン・カー 井上一夫:訳/創元推理文庫/1981年刊)
  - 『ジョン・ディクスン・カーを読んだ男』(ウィリアム・ブリテン 森英俊:訳/論創社/2007年刊)
  - 『六枚のとんかつ』(蘇部健一/講談社文庫/2002年刊)
  - 『火星の人』(アンディ・ウィアー 小野田和子:訳/ハヤカワ文庫/2014年刊)
  - 『サンリオSF文庫総解説』(牧眞司・大森望:編/本の雑誌社/2014年刊)
- 28冊目 
  - 『21世紀の資本』(トマ・ピケティ 山形浩生・守岡桜・森本正史:訳/みすず書房/2014年刊)
  - 『わたしを離さないで』(カズオ・イシグロ 土屋政雄:訳/ハヤカワ文庫/2008年刊)
- 29冊目 
  - 『電気風呂の怪死事件』(海野十三/青空文庫 Kindle版)
- その他 
  - 『万物理論』(グレッグ・イーガン 山岸真:訳/創元SF文庫/2004年刊)
  - 『競売ナンバー49の叫び』(トマス・ピンチョン 志村正雄:訳/ちくま文庫/2010年刊)
  - 『走れメロス』(太宰治/新潮文庫/1987年刊)

### 3巻
- 31冊目
  - 『人間臨終図巻 I』(山田風太郎/徳間文庫/2001年刊)
  - 『人間臨終図巻 III』(山田風太郎/徳間文庫/2001年刊)
  - 『イワン・イリイチの死/クロイツェル・ソナタ』(トルストイ 望月哲男:訳/光文社古典新訳文庫/2006年刊)
  - 『あなたのための物語』(長谷敏司/ハヤカワ文庫/2011年刊)
  - 『ホワイト・ノイズ』(ドン・デリーロ 森川展男:訳/集英社/1993年刊)
- 32冊目 
  - 『羅生門・鼻』(芥川龍之介/新潮文庫/2005年刊)
  - 『高い城の男』(フィリップ・K・ディック 浅倉久志:訳/ハヤカワ文庫/1984年刊)
  - 『高い塔』(デズモンド・バグリィ 矢野徹:訳/ハヤカワ文庫/2006年刊)
- 33冊目 
  - 『モルグ街の殺人』(エドガー・アラン・ポー 佐々木直次郎:訳/新潮文庫/1951年刊)
  - 『ゼンデギ』(グレッグ・イーガン 山岸真:訳/ハヤカワ文庫/2015年刊)
  - 『ツノゼミ ありえない虫』(丸山宗利/幻冬舎/2011年刊)
- 34冊目 
  - 『火花』(又吉直樹/文藝春秋/2015年刊)
  - 『学研まんが 宇宙のひみつ』(あいかわ一誠/学習研究社/1972年刊)
- 35冊目 
  - 『ジェイン・オースティンの読書会』(カレン・ジョイ・ファウラー 矢倉尚子:訳/白水社/2006年刊)
  - 『闇の左手』(アーシュラ・K・ル・グィン 小尾芙佐:訳/ハヤカワ文庫/1978年刊)
  - 『沈黙』(遠藤周作/新潮文庫/1981年刊)
  - 『高慢と偏見〔新装版〕』(ジェイン・オースティン 阿部知二:訳/河出文庫/2006年刊)
  - 『高慢と偏見とゾンビ』(ジェイン・オースティン&セス・グレアム＝スミス 安原和見:訳/二見文庫/2010年刊)
- 37冊目 
  - 『雪国』(川端康成/新潮文庫/2006年刊)
  - 『氷』(アンナ・カヴァン 山田和子:訳/ちくま文庫/2015年刊)
- 38冊目 
  - 『ゼンデギ』(グレッグ・イーガン 山岸真:訳/ハヤカワ文庫/2015年刊)
  - 『シンドローム』(佐藤哲也/福音館書店/2015年刊)
- 39冊目 
  - 『火星の人』(アンディ・ウィアー 小野田和子:訳/ハヤカワ文庫/2014年刊)
  - 『タタール人の砂漠』(ブッツァーティ 脇功:訳/岩波文庫/2013年刊)
- 40冊目 
  - 『うろんな客』(エドワード・ゴーリー 柴田元幸:訳/河出書房新社/2000年刊)
  - 『ウエスト・ウイング』(エドワード・ゴーリー 柴田元幸:訳/河出書房新社/2002年刊)
  - 『まったき動物園』(エドワード・ゴーリー 柴田元幸:訳/河出書房新社/2004年刊)
  - 『ギャシュリークラムのちびっ子たちーまたは遠出のあとで』(エドワード・ゴーリー 柴田元幸:訳/河出書房新社/2000年刊)
  - 『蟲の神』(エドワード・ゴーリー 柴田元幸:訳/河出書房新社/2014年刊)
  - 『おぞましい二人』(エドワード・ゴーリー 柴田元幸:訳/河出書房新社/2004年刊)
  - 『1Q84:BOOK ONE AND BOOK TWO』(村上春樹/Harvill Secker/2011年刊)
  - 『シンドローム』(佐藤哲也/福音館書店/2015年刊)
  - 『服従』(ミシェル・ウエルベック 大塚桃:訳/河出書房/2015年刊)
  - 『地図と領土』(ミシェル・ウエルベック 野崎歓:訳/ちくま文庫/2015年刊)
- 41冊目 
  - 『地下室の手記』(ドストエフスキー 江川卓:訳/新潮社文庫/1970年刊)
  - 『堕落論』(坂口安吾/集英社文庫/1990年刊)
  - 『いろいろな人たち―チャペック・エッセイ集』(カレル・チャペック 飯島周:訳/平凡社ライブラリー/1995年刊)
  - 『潤一郎ラビリンス7 怪奇幻想倶楽部』(谷崎潤一郎/中公文庫/1998年刊)
- 43冊目 
  - 『犬は勘定に入れません 上』(コニー・ウィリス 大森望:訳/ハヤカワ文庫/2009年刊)
  - 『犬は勘定に入れません 下』(コニー・ウィリス 大森望:訳/ハヤカワ文庫/2009年刊)
  - 『ボートの三人男』(ジェローム・K・ジェローム 丸谷才一:訳/中公文庫/2010年刊)
  - 『シリウス』(オラフ・ステープルドン 中村能三:訳/ハヤカワ文庫/1976年刊)
  - 『畜犬談』(太宰治/青空文庫)
- 44冊目 
  - 『エドウィン・マルハウス』(スティーヴン・ミルハウザー 岸本佐知子:訳/河出文庫/2016年刊)
  - 『C.Gステレオグラム 驚異の3D』(赤瀬川源平 坂根巌夫/小学館/1992年刊)
- 45冊目 
  - 『ハイ・ライズ』(J・G・バラード 村上博基:訳/創元SF文庫/2016年刊)
  - 『ファイト・クラブ』(チャック・パラニューク 池田真紀子:訳/ハヤカワ文庫/2015年刊)
  - 『読んでいない本について堂々と語る方法』(ピエール・バイヤール 大浦康介:訳/筑摩書房/2008年刊)
  - 『火の鳥 黎明編』(手塚治虫/角川書店/1986年刊)
  - 『火の鳥 未来編』(手塚治虫/角川書店/1986年刊)
  - 『火の鳥ヤマト・異形編』(手塚治虫/角川書店/1986年刊)
  - 『火の鳥 鳳凰編』(手塚治虫/角川書店/1986年刊)
  - 『火の鳥 復活・羽衣編』(手塚治虫/角川書店/1986年刊)
  - 『火の鳥 望郷編』(手塚治虫/角川書店/1986年刊)
  - 『火の鳥 乱世編(上)』(手塚治虫/角川書店/1986年刊)
  - 『火の鳥 乱世編(下)』(手塚治虫/角川書店/1986年刊)
  - 『火の鳥 宇宙・生命編』(手塚治虫/角川書店/1986年刊)
  - 『火の鳥 太陽編(上)』(手塚治虫/角川書店/1986年刊)
  - 『火の鳥 太陽編(下)』(手塚治虫/角川書店/1987年刊)
  - 『火の鳥 ギリシャ・ローマ編』(手塚治虫/角川書店/1990年刊)
- 46冊目 
  - 『羆嵐』(吉村昭/新潮文庫/1982年刊)

### 4巻
- 47冊目 
  - 『図書室の魔法』上・下巻(ジョー・ウォルトン 茂木健:訳/創元SF文庫/2014年刊)
- 48冊目 
  - 『ぐりとぐら』(中川李枝子:文 大村百合子:絵/福音館書店/1967年刊)
  - 『ハックルベリーフィンの冒険 トウェイン完訳コレクション』(マーク・トウェイン 大久保博:訳/角川文庫/2004年刊)
  - 『変身』(フランツ・カフカ 高橋義孝:訳/新潮文庫/1952年刊)
  - 『妄想銀行』(星新一/新潮文庫/1978年刊)
  - 『注文の多い料理店』(宮沢賢治/新潮文庫/1990年刊)
- 49冊目 
  - 『その女アレックス』(ピエール・ルメートル橘明美:訳/文春文庫/2014年刊)
  - 『2』(野﨑まど/メディアワークス文庫/2012年刊)
  - 『[映]アムリタ』(野﨑まど/メディアワークス文庫/2009年刊)
  - 『舞面真面とお面の女』(野﨑まど/メディアワークス文庫/2010年刊)
  - 『死なない生徒殺人事件』(野﨑まど/メディアワークス文庫/2010年刊)
  - 『小説家のつくり方』(野﨑まど/メディアワークス文庫/2011年刊)
  - 『パーフェクトフレンド』(野﨑まど/メディアワークス文庫/2011年刊)
  - 『犬は勘定に入れません』(コニー・ウィリス 大森望:訳/ハヤカワ文庫/2009年刊)
  - 『ボートの三人男』(ジェローム・K・ジェローム 丸谷才一:訳/中公文庫/2010年刊)
  - 『高慢と偏見〔新装版〕』(ジェイン・オースティン 阿部知二:訳/河出文庫/2006年刊)
  - 『高慢と偏見とゾンビ』(ジェイン・オースティン&セス・グレアム＝スミス 安原和見:訳/二見文庫/2010年刊)
- 50冊目 
  - 『マイブック-2017年の記録-』(大貫卓也:企画・デザイン/新潮文庫/2016年刊)
- 51冊目 
  - 『HERE ヒア』(リチャード・マグワイア 大久保譲:訳/国書刊行会/2016年刊)
- 52冊目 
  - 『さあ、気ちがいになりなさい』(フレドリック・ブラウン 星新一:訳/ハヤカワ文庫/2016年刊)
  - 『奇界遺産』(佐藤健寿/エクスナレッジ/2010年刊)
  - 『騎士団長殺し:第1部 顕れるイデア編』(村上春樹/新潮社/2017年刊)
  - 『騎士団長殺し:第2部 遷ろうメタファー編』(村上春樹/新潮社/2017年刊)
- 53冊目 
  - 『電車男』(中野独人/新潮文庫/2006年刊)
  - 『異邦人』(カミュ 窪田啓作:訳/新潮文庫/1963年刊)
  - 『地下室の手記』(ドストエフスキー 江川卓:訳/新潮社文庫/1970年刊)
- 54冊目 
  - 『すばらしい新世界〔新訳版〕』(オルダス・ハクスリー 大森望:訳/ハヤカワ文庫/2017年刊)
  - 『すばらしい新世界』(オルダス・ハクスリー 黒原敏行:訳/光文社古典新訳文庫/2013年刊)
- 55冊目 
  - 『完本 1976年のアントニオ猪木』(柳澤健/文春文庫/2009年刊)
  - 『棚橋弘至はなぜ新日本プロレスを変えることができたのか』(棚橋弘至/飛鳥新社/2014年刊)
  - 『こころ 坊ちゃん』(夏目漱石/文春文庫/1996年刊)
- 56冊目 
  - 『三毛猫ホームズの傾向と対策』(赤川次郎/光文社文庫/1995年刊)
  - 『三毛猫ホームズの推理』(赤川次郎/角川文庫/1984年刊)
  - 『三毛猫ホームズの心中海岸』(赤川次郎/角川文庫/2001年刊)
- 57冊目 
  - 『無伴奏ソナタ〔新訳版〕』(オースン・スコット・カード 金子浩・金子司・山田和子:訳/ハヤカワ文庫/2014年刊)
- 58冊目 
  - 『たったひとつの冴えたやりかた』(ジェイムズ・ティプトリー・ジュニア 浅倉久志:訳/早川書房/2008年刊)
- 59冊目 
  - 『渚にて』(ネヴィル・シュート 佐藤龍雄:訳/創元SF文庫/2009年刊)
  - 『老人と海』(ヘミングウェイ 福田恆存:訳/新潮文庫/2003年刊)
  - 『海底二万里』上・下巻(ジュール・ヴェルヌ 村松潔:訳/新潮文庫/2012年刊)
  - 『白鯨』上・中・下巻(ハーマン・メルヴィル 八木敏雄:訳/岩波文庫/2004年刊)
  - 『蟹工船党生活者』(小林多喜二/新潮文庫/1954年刊)
  - 『村上海賊の娘』上・下巻(和田竜/新潮社/2013年刊)
  - 『深海のYrr』上・中・下巻(フランク・シェッツィング 北川和代:訳/ハヤカワ文庫/2008年刊)
  - 『十五少年漂流記』(ジュール・ヴェルヌ 波多野完治:訳/新潮文庫/1951年刊)
  - 『海底牧場』(アーサー・C・クラーク 高橋泰邦:訳/ハヤカワ文庫/2006年刊)
  - 『ムーミンパパ海へ行く』(トーベ・ヤンソン 小野寺百合子:訳/講談社文庫/1980年刊)
  - 『破船』(吉村昭/新潮文庫/1985年刊)
  - 『人魚姫アンデルセンの童話2』(ハンス・クリスチャン・アンデルセン 大塚勇三:訳/福音館文庫)
  - 『浦島太郎』(楠山正雄/青空文庫)
- 60冊目 
  - 『モモ』(ミヒャエル・エンデ 大島かおり:訳/岩波少年文庫/2005年刊)
  - 『はてしない物語』上・下巻(ミヒャエル・エンデ 上田真而子:訳/岩波少年文庫/2000年刊)
- 61冊目 
  - 『魔法の世紀』(落合陽一/PLANETS/2015年刊)
  - 『死の鳥』(ハーラン・エリスン 伊藤典夫:訳/ハヤカワ文庫/2016年刊)
- 62冊目 
  - 『君たちはどう生きるか』(吉野源三郎/岩波文庫/1982年刊)
- 63冊目 
  - 『美しい椅子―北欧4人の名匠のデザイン』(島崎信 生活デザインミュージアム/エイ文庫/2003年刊)
  - 『美しい椅子2―にっぽんオリジナルのデザイン力』 (島崎信 生活デザインミュージアム/エイ文庫/2004年刊)
  - 『美しい椅子3―世界の木製名作椅子』(島崎信 生活デザインミュージアム/エイ文庫/2004年刊)
  - 『美しい椅子4―世界の金属製名作椅子』(島崎信 生活デザインミュージアム/エイ文庫/2004年刊)
  - 『美しい椅子5―世界の合成素材製名作椅子』(島崎信 生活デザインミュージアム/エイ文庫/2005年刊)
  - 『人間椅子』(江戸川乱歩/青空文庫)
  - 『隅の老人の事件簿』(バロネス・オルツィ 深町 真理子:訳/創元推理文庫/1977年刊)
  - 『AIと人類は共存できるか?』(人工知能学会/早川書房/2016年刊)
- 64冊目 
  - 『アンドロイドは電気羊の夢を見るか?』(フィリップ・K・ディック 浅倉久志:訳/ハヤカワ文庫/1977年刊)
  - 『方舟さくら丸』(安部公房/新潮文庫/1990年刊)
  - 『縮みゆく男』(リチャード・マシスン 吉田誠一:訳/ハヤカワ文庫/1977年刊)
  - 『蜘蛛の糸』(芥川龍之介/青空文庫)
  - 『カラマーゾフの兄弟』上・中・下巻(ドストエフスキー 原卓也:訳/新潮文庫/1978年刊)
- 65冊目 
  - 『走ることについて語るときに僕の語ること』(村上春樹/文春文庫/2010年刊)
  - 『バックマン・ブックス(4)死のロングウォーク』(スティーブン・キング 沼尻素子:訳/扶桑社ミステリー/1989年刊)
  - 『バックマン・ブックス(1)バトルランナー』(スティーブン・キング 酒井昭伸:訳/扶桑社ミステリー/1989年刊)
  - 『痩せゆく男』(スティーブン・キング/真野明裕:訳/文春文庫/1988年刊)
  - 『闇の中へ』(グレッグ・イーガン 山岸真:訳/ハヤカワ文庫/2007年刊)
  - 『しあわせの理由』(グレッグ・イーガン 山岸真:訳/ハヤカワ文庫/2007年刊)

### 5巻
- 66冊目 
  - 『透明人間』(H.G.ウエルズ 海野十三:訳/青空文庫)
  - 『死者の行進』(アイザック・アシモフ 池央耿:訳/創元SF文庫/1979年刊)
  - 『ロボット・オペラ』(瀬名秀明:編著/光文社/2004年刊)
- 68冊目 
  - 『ギネス世界記録2019』(編:クレイグ・グレンディ/KADOKAWA/2018年刊)
  - 『宇宙英雄ローダン』シリーズ(早川書房)
- 69冊目 
  - 『カササギ殺人事件』上・下巻(アンソニー・ホロヴィッツ 訳:山田蘭/創元推理文庫/2018年刊)
- 71冊目 
  - 『死に山 世界一不気味な道難事故《ディアトロフ峠事件》の真相』(ドニー・アイカー 訳:安原和見/河出書房新社/2018年刊) 　
  - 『手を伸ばせ、そしてコマンドを入力しろ』(藤田祥平/早川書房/2018年刊)
- 72冊目 
  - 『人生に必要な知恵はすべて幼稚園の砂場で学んだ』(ロバート・フルガム 訳:池央耿/河出書房新社/1990年刊)
- 73冊目 
  - 『ダレン・シャン1 奇怪なサーカス』(ダレン・シャン 訳:橋本恵/小学館/2006年刊)
  - 『ハリー・ポッターと賢者の石』(J.K.ローリング 訳:松岡佑子/静山社/1999年刊)
- 74冊目 
  - 『百年の孤独』(ガブリエル・ガルシア=マルケス 訳:鼓直/新潮社/2006年刊)
  - 『世界の中心で愛を叫んだけもの』(ハーラン・エリスン 浅倉久志・伊藤典夫:訳/ハヤカワ文庫/1979年刊)
  - 『死の島』(ハーラン・エリスン 伊藤典夫:訳/ハヤカワ文庫/2016年刊)
- 75冊目 
  - 『タイム・マシン 他九篇』(H.G.ウエルズ 訳:橋本槇矩/岩波文庫/1991年刊)
- 76冊目 
  - 『眼球譚[初稿]』(ジョルジュ・バタイユ 訳:生田耕作/河出文庫/2003年刊)
  - 『ジョルジュ・バタイユ著作集 眼球譚 太陽肛門/供犠/松毬の眼』(ジョルジュ・バタイユ 訳:生田耕作/二見書房/1971年刊)
  - 『ある島の可能性』(ミシェル・ウエルベック 中村佳子:訳/河出文庫/2016年刊)
- 77冊目 
  - 『三体』(劉慈欣 監修:立原透耶 訳:大森望・光吉さくら・ワンチャイ/早川書房/2019年刊)
  - 『幼年期の終り』(アーサー・C・クラーク 福島正実:訳/ハヤカワ文庫/1964年刊)
  - 『星を継ぐもの』(ジェイムズ・P・ホーガン 池央耿:訳/創元SF文庫/1980年刊)
  - 『エンダーのゲーム〔新訳版〕』上・下巻(オースン・スコット・カード 田中一江:訳/ハヤカワ文庫/2013年刊)
- 78冊目 
  - 『ハイ-ライズ』(J.G.バラード 村上博基:訳/ハヤカワ文庫/1980年刊)
  - 『ハイ・ライズ』(J.G.バラード 村上博基:訳/創元SF文庫/2016年刊)
  - 『ある島の可能性』(ミシェル・ウエルベック 中村佳子:訳/角川書店/2007年刊)
  - 『ある島の可能性』(ミシェル・ウエルベック 中村佳子:訳/河出文庫/2016年刊)
  - 『クロックワーク・ロケット』(グレッグ・イーガン 山岸真:訳/ハヤカワ文庫/2015年刊)
  - 『エターナル・フレイム』(グレッグ・イーガン 山岸真:訳/ハヤカワ文庫/2016年刊)
  - 『アロウズ・オブ・タイム』(グレッグ・イーガン 山岸真:訳/ハヤカワ文庫/2017年刊)
- 79冊目 
  - 『本好きの下剋上～司書になるためには手段を選んでいられません～ 第一部「兵士の娘I」』(香月美夜/TO ブックス/2015年刊)
- 80冊目
  - 『十月の旅人』(レイ・ブラッドベリ 訳:伊藤典夫/ハヤカワ文庫/2016年刊)
- 81冊目 
  - 『最初の悪い男』(ミランダ・ジュライ 訳:岸本佐知子/新潮社/2018年刊)
  - 『変わったタイプ』(トム・ハンクス 訳:小川高義/新潮社/2018年刊)
  - 『コズミック』(清涼院流水/講談社/1996年刊)
  - 『果つる底なき』(池井戸潤/講談社文庫/2001年刊)
  - 『破線のマリス』(野沢尚/講談社文庫/2000年刊)
  - 『放課後』(東野圭吾/講談社文庫/1988年刊)
  - 『13階段』(高野和明/講談社文庫/2004年刊)
  - 『下町ロケット』(池井戸潤/小学館文庫/2013年刊)
- 82冊目 
  - 『春にして君を離れ』(アガサ・クリスティー 訳:中村妙子/ハヤカワ文庫/2004年刊)
  - 『新装版 ムーミン谷の十一月』(トーベ・ヤンソン 訳:鈴木徹郎/講談社文庫/2011年刊)
- 84冊目 
  - 『生誕の災厄』(E.M.シオラン 訳:出口裕弘/紀伊國屋書店/1976年刊)
- 85冊目
  - 『息吹』(テッド・チャン 訳:大森望/早川書房/2019年刊)
  - 『あなたの人生の物語』(テッド・チャン 浅倉久志・公手成幸・嶋田洋一・古沢嘉通:訳/ハヤカワ文庫/2003年刊)
  - 『銀河鉄道の夜』(宮沢賢治/角川文庫/1969年刊)
  - 『ああ無情』(ビクトル・ユーゴー 新庄嘉章:訳/ポプラ社/1981年刊)

### 6巻
- 86冊目 
  - 『死をポケットに入れて』(チャールズ・ブコウスキー 中川五郎:訳/河出文庫/2002年刊)
  - 『ペニスの文化史』(マルク・ボナール ミシェル・シューマン 藤田真利子:訳/作品社/2001年刊)
  - 『ヴァギナの文化史』(イェルト・ドレント 塩崎香織:訳/作品社/2005年刊)
  - 『スポーツの文化史 古代オリンピックから21世紀まで』(ヴォルフガング・ベーリンガー 高木葉子:訳/法政大学出版局/2019年刊)
  - 『活字印刷の文化史きりしたん版・古活字版から新常用漢字表まで』(小宮山博史、府川充男:企画編集/勉誠出版/2009年刊)
  - 『水族館の文化史 ひと・動物・モノがおりなす魔術的世界』(溝井裕一/勉誠出版/2018年刊)
  - 『伏字の文化史 検閲・文学・出版』(牧義之/森話社/2014年刊)
  - 『耐震建築論の文化史 1970年前後まで』(滝澤春男/丸善プラネット/2018年刊)
  - 『中華料理の文化史』(張競/ちくま文庫/2013年刊)
  - 『殴り合いの文化史』(樫永真佐夫/左右社/2019年刊)
  - 『弔いの文化史―日本人の鎮魂の形』(川村邦光/中公新書/2015年刊)
  - 『麺の文化史』(石毛直道/講談社学術文庫/2006年刊)
  - 『歯痛の文化史 古代エジプトからハリウッドまで』(ジェイムズ・ウィンブラント 忠平美幸:訳/朝日新聞出版/2017年刊)
  - 『オルガンの文化史』(赤井励/青弓社/2006年刊)
  - 『栗の文化史―日本人と栗の寄り添う姿』(有岡利幸/雄山閣/2017年刊)
  - 『人と植物の文化史くらしの植物苑がみせるもの』(国立歴史民俗博物館・青木隆浩:編/古今書院/2017年刊)
  - 『アブサンの文化史 禁断の酒の二百年』(バーナビー・コンラッド三世 浜本隆三:訳/白水社/2016年刊)
  - 『カラスの文化史』(カンダス・サビッジ 松原始:監修 瀧下哉代:訳/エクスナレッジ/2018年刊)
  - 『心霊の文化史 スピリチュアルな英国近代』(吉村正和/河出書房新社/2010年刊)
  - 『逸脱の文化史 近代の〈女らしさ〉と〈男らしさ〉』(小倉孝誠/慶應義塾大学出版会/2019年刊)
  - 『文化史とは何か』(ピーター・バーク 長谷川貴彦:訳/法政大学出版局/2008年刊)
  - 『文化史とは何か〈増補改訂版〉』(ピーター・バーク 長谷川貴彦:訳/法政大学出版局/2010年刊)
- 87冊目 
  - 『幼年期の終わり』(アーサー・C・クラーク 池田真紀子:訳/光文社古典新訳文庫/2007年刊)
- 88冊目 
  - 『シャーロック・ホームズの算数パズル』(山崎直美/さ・え・ら書房/1995年刊)
  - 『名探偵コナン』シリーズ(青山剛昌/小学館)
- 89冊目 
  - 『村上春樹翻訳ライブラリー大聖堂』(レイモンド・カーヴァー 村上春樹:訳/中央公論新社/2007年刊)
- 90冊目 
  - 『フランケンシュタイン』(メアリー・シェリー 小林章夫:訳/光文社古典新訳文庫/2010年刊)
- 91冊目 
  - 『悪童日記』(アゴタ・クリストフ 堀茂樹:訳/ハヤカワepi文庫/2001年刊)
  - 『ふたりの証拠』(アゴタ・クリストフ 堀茂樹:訳/ハヤカワepi文庫/2001年刊)
  - 『第三の嘘』(アゴタ・クリストフ 堀茂樹:訳/ハヤカワepi文庫/2002年刊)
- 92冊目 
  - 『世界から猫が消えたなら』(川村元気/小学館文庫/2014年刊)
  - 『白い犬とワルツを』(テリー・ケイ 兼武進:訳/新潮文庫/1998年刊)
- 93冊目 
  - 『カモメに飛ぶことを教えた猫』(ルイス・セプルベダ 河野万里子:訳/白水社/2005年刊)
  - 『かもめのジョナサン 完成版』(リチャード・バック 五木寛之:創訳/新潮文庫/2015年刊)
- 94冊目 
  - 『影との戦い ゲド戦記I』(アーシュラ・K・ル=グウィン 清水真砂子:訳/岩波書店/1976年刊)
  - 『戦国残酷物語』(南條範夫/角川文庫/1988年刊)
- 95冊目 
  - 『本当にあった! 特殊乗り物大図鑑』(横山雅司/彩図社/2016年刊)
  - 『カフカ短篇集』(カフカ 池内紀:編訳/岩波文庫/1987年)
- 96冊目 
  - 『新装版ムーミン谷の彗星』(トーベ・ヤンソン 下村隆一:訳/講談社文庫/2011年刊)
  - 『国語入試問題必勝法』(清水義範/講談社文庫/1990年刊)
- 97冊目 
  - 『家族八景』(筒井康隆/新潮文庫/1975年刊)
- 98冊目 
  - 『山月記・李陵』(中島敦/集英社文庫/1993年刊)
- 99冊目 
  - 『かいけつゾロリ ちきゅうさいごの日』(原ゆたか/ポプラ社/1999年刊)
  - 『かいけつゾロリのめいたんていとうじょう』(原ゆたか/ポプラ社/2000年刊)
  - 『終わりの感覚』(ジュリアン・バーンズ 土屋政雄:訳/新潮社/2012年刊)
- 101冊目 
  - 『シャーロック・ホームズの冒険』(コナン・ドイル 延原謙:訳/新潮文庫/1953年刊)
- 102冊目 
  - 『三体III 死神永生下』(劉慈欣 大森望、ワン・チャイ、光吉さくら、泊功:訳/早川書房/2021年刊)
- 103冊目 
  - 『黄色い雨』(フリオ・リャマサーレス 木村榮一:訳/河出文庫/2017年刊)
  - 『荒野へ』(ジョン・クラカワー 佐宗鈴夫:訳/集英社文庫/2007年刊)
- 104冊目 
  - 『デス博士の島その他の物語』(ジーン・ウルフ 浅倉久志・伊藤典夫・柳下毅一郎:訳/国書刊行会/2006年刊)

## 書誌情報
- 施川ユウキ 『バーナード嬢曰く。』 一迅社〈REXコミックス〉、既刊7巻（2024年1月26日現在）[33]
  1. 2013年4月19日発売、ISBN 978-4-7580-6371-5
  2. 2015年7月27日発売、ISBN 978-4-7580-6529-0
  3. 2016年10月27日発売、ISBN 978-4-7580-6626-6
  4. 2018年7月27日発売、ISBN 978-4-7580-6751-5
  5. 2020年4月28日発売、ISBN 978-4-7580-6860-4
  6. 2021年12月20日発売、ISBN 978-4-7580-6954-0
  7. 2024年1月26日発売、ISBN 978-4-7580-8466-6

## テレビアニメ
2016年10月から12月まで5分枠の短編アニメで放送。放送前週には担当声優が出演する実写宣伝番組を放送。

### スタッフ
- 原作 - 施川ユウキ（一迅社「月刊ComicREX」連載）
- 総監督 - ひらさわひさよし
- シリーズディレクター - 橘さおり
- アニメーションキャラクター原案 - なつのはむと
- アニメーションキャラクターデザイン - ゴンタ
- シナリオ - 内堀優一
- 音楽 - 堀田星司
- 音楽製作 - 株式会社幻影
- 音楽プロデューサー - 石谷光章 mitsu
- 音響監督 - 大室正勝
- 制作プロダクション - ドリームクリエイション
- アニメーション制作 - Creators in Pack
- 音響制作 - ダックスプロダクション
- 製作 - ド嬢図書委員会

### 主題歌
「らぶ！ライブラリー」
作詞・作曲はかませ虎、編曲はHiZuMi、歌は少女フラクタル（天宮みや＆柚木梨沙）

### 各話リスト
| 話数              | サブタイトル           | 絵コンテ            | 演出       | 作画監督     | 総作画監督   |
| ----------------- | ---------------------- | ------------------- | ---------- | ------------ | ------------ |
| 一冊目            | バーナード嬢、曰く     | 橘さおり            | 橘さおり   | なつのはむと | -            |
| 二冊目            | 図書室神林しおり、曰く | 橘さおり            | 橘さおり   | なつのはむと | -            |
| 三冊目            | 村上春樹とかSFとか     | 橘さおり            | 橘さおり   | 花井柚都子   | なつのはむと |
| 四冊目            | POP                    | 橘さおり            | 空久保美貴 | 花井柚都子   | なつのはむと |
| 五冊目            | 三大奇書               | 橘さおり            | 橘さおり   | なつのはむと | -            |
| 六冊目            | 雨宿り                 | 橘さおり 空久保美貴 | 空久保美貴 | 花井柚都子   | なつのはむと |
| 七冊目            | 古本屋                 | 橘さおり            | 橘さおり   | 花井柚都子   | なつのはむと |
| 八冊目            | フェルマーの最終定理   | 空久保美貴          | 空久保美貴 | なつのはむと | -            |
| 九冊目            | バス停                 | 空久保美貴          | 空久保美貴 | なつのはむと | -            |
| 十冊目            | 町田さわ子のいない日   | 橘さおり            | 空久保美貴 | 花井柚都子   | なつのはむと |
| 十一冊目          | 往復書簡               | 橘さおり            | 橘さおり   | なつのはむと | -            |
| 十二冊目          | ひとり旅               | 橘さおり            | 橘さおり   | なつのはむと | -            |
| 十三冊目 (未放送) | おふろ読書             | 空久保美貴          | 空久保美貴 | 花井柚都子   | なつのはむと |

### 放送局
| 放送期間                 | 放送時間                     | 放送局     | 対象地域 | 備考                      |
| ------------------------ | ---------------------------- | ---------- | -------- | ------------------------- |
| 2016年10月7日 - 12月23日 | 金曜 1:00 - 1:05（木曜深夜） | テレ玉     | 埼玉県   | 製作参加                  |
| 2016年10月8日 -          | 土曜 1:30 - 1:35（金曜深夜） | KBS京都    | 京都府   |                           |
| 2016年10月9日 -          | 日曜 22:40 - 22:45           | AT-X       | 日本全域 | CS放送 / リピート放送あり |
| 2016年10月10日 -         | 月曜 2:30 - 2:35（日曜深夜） | tvk        | 神奈川県 |                           |
| 2016年10月11日 -         | 火曜 2:30 - 2:35（月曜深夜） | サンテレビ | 兵庫県   |                           |

### 映像ソフト
2017年1月20日にDVD(DCDV-0018)およびBlu-ray(DCBD-0020)が発売。それぞれ放送済み全12話の他、未放送話1話を追加収録。

## ラジオ
『C.P.United feat.奇異太郎少年の妖怪絵日記&バーナード嬢曰く。』のタイトルで2016年10月7日から12月30日まで毎週金曜日 23:30 - 24:00にラジオ関西『アニたまどっとコム』枠で放送された。出演は、ひらさわひさよし（アニメ監督）と市来光弘（遠藤 役）と長縄まりあ（『奇異太郎少年の妖怪絵日記』雪娘 役）。